# Clădirea fostei școli de pe str. Bogdan Petriceicu Hasdeu, 4 (Chișinău)
Clădirea fostei școli de pe str. Bogdan Petriceicu Hasdeu, 4 este o clădire amplasată pe str. Bogdan Petriceicu-Hașdeu, 4 în Chișinău, Republica Moldova. Este un monument istoric și arhitectural de importanță națională inclus în Registrul monumentelor Republicii Moldova ocrotite de stat cu nr. 217 (municipiul Chișinău). Datează de la înc. sec. XX.